# علي أفندي الزنبيلي
الشيخ علي أفندي الزنبيلي مُفتي الدولة العثمانية في عهد الخليفة سليم الأول في القرن العاشر الهجري. أراد السلطان سليم الأول، حين رأى تزايد عدد اليهود والنصاري أن يخيِّرهم بين الهجرة، والانتقال إلى مكان أخر، وبين اعتناق الإسلام. فأنكر الزنبيلي على السلطان ذلك لأنهم كانوا يؤدون الجزية، فلا يحق له ذلك. فنزل السلطان عند رأي الشيخ واستجاب له. والقصة بالتفصيل كما روي في كتاب الدرر البهية: علم السلطان سليم الأول أن الأقليات غير المسلمة الموجودة في إسطنبول من الأرمن والروم واليهود، بدأت تتسبب في بعض المشاكل للدولة العثمانية، وفي إثارة بعض القلاقل، فغضب لذلك غضباً شديداً، وأعطى قراره بأنه على هذه الأقليات غير المسلمة اعتناق الدين الإسلامي، ومن يرفض ذلك ضرب عنقه.
في سياق تلك الحادثة، بلغ شيخ الإسلام زمبيلي علي مالي أفندي، أحد أعلام الفقه في عصره وأبرز شخصيات المؤسسة الدينية العثمانية، خبر ما جرى، فاستشعر بالغ الأسى والانزعاج. فقد كان يدرك يقينًا أن إكراه غير المسلمين على الدخول في الإسلام يتعارض مع جوهر العقيدة الإسلامية، التي ترفع مبدأ  لَآ إِكۡرَاهَ فِي ٱلدِّينِ (سورة البقرة، الآية 256) ، باعتباره قاعدة قطعية لا يجوز لأحد تجاوزها، مهما علت مكانته، حتى لو كان السلطان نفسه. غير أن هيبة السلطان وسطوته كانت تَحول دون أن يجرؤ أيٌّ من رجال الدولة أو العلماء على مواجهته، أو إخطاره صراحة بأن فعله مخالف للشريعة ومحرَّم في أحكامها. وحده شيخ الإسلام، بحكم منصبه ومسؤوليته الشرعية، كان يملك الجرأة والواجب معًا للتدخل، ورفع هذا المنكر قبل أن يقع ويترسخ أثره.
لبس  شيخ الإسلام جبّته وتوجّه إلى قصر السلطان، واستأذن في الدخول عليه، فأذن له، فقال للسلطان: سمعت أيها السلطان أنك تريد أن تكره جميع الأقليات غير المسلمة على اعتناق الدين الإسلامي، وكان السلطان لا يزال محتداً فقال: أجل، إن ما سمعته صحيح، وماذا في ذلك؟ لم يكن شيخ الإسلام من الذين يتردّدون عن قول الحق فقال للسلطان: "أيها السلطان إن هذا مخالف للشرع، إذ لا إكراه في الدين، ثم إن جدكم السلطان محمد الفاتح عندما فتح القسطنطينية اتّبع الشرع الإسلامي فلم يكره أحداً على اعتناق الإسلام، بل أعطى للجميع حرية العقيدة، فعليك باتباع الشرع الحنيف، واتباع عهد جدكم محمد الفاتح. قال السلطان سليم: "يا علي أفندي، يا علي أفندي: لقد بدأت تتدخل في أمور الدولة، ألا تخبرني إلى متى سينتهي تدخّلك هذا؟" فرد عليه القاضي: "إنني أيها السلطان أقوم بوظيفتي في الأمر بالمعروف، والنهي عن المنكر، وليس لي من غرض آخر، وإذا لم ينته أجلي، فلن يستطيع أحد أن يسلبني روحي". فقال السلطان: "دع هذه الأمور لي يا شيخ الإسلام". فرد القاضي: "كلا أيها السلطان، إن من واجبي أن أرعى شؤون آخرتك أيضاً، وأن أجنبك كل ما يفسد حياتك الأخروية، وإن اضطررت إلى سلوك طريق آخر". فقال السلطان: "ماذا تعني؟" فرد القاضي: "سأضطر إلى إصدار فتوى بخلعك أيها السلطان، بسبب مخالفتك للشرع الحنيف إن أقدمت على هذا الأمر". فأذعن السلطان سليم لأمر الشرع، فقد كان يحترم العلماء ويجلّهم، وقل: "وبقيت الأقليات غير المسلمة حرّة في عقائدها، وفي عباداتها، وفي محاكمها"، ولم يمد أحد أصبع سوء إليهم.